# McLaren MP4-22
O MP4-22 Foi o modelo da McLaren da temporada de 2007 da Fórmula 1. Condutores: Fernando Alonso e Lewis Hamilton. A temporada ficou marcada pelo caso de espionagem e pela rivalidade criada entre os dois pilotos da equipe.
O carro evoluiu bastante nesta temporada, após o MP4-21 ter decepcionado em 2006 e terminar em 3º lugar no mundial de construtores.

## Resultados[1]
(legenda) (em negrito indica pole position e itálico volta mais rápida)
|      |        |                     |   |   |                 |     |     |     |     |     |     |     |     |     |     |     |     |     |     |     |     |     |   |     |  |  |
|      |        |                     |   |   |                 | AUS | MAL | BHR | SPA | MON | CAN | USA | FRA | GBR | EUR | HUN | TUR | ITA | BEL | JPN | CHN | BRA |   |     |  |  |
| 2007 | MP4-22 | Mercedes FO 108T V8 | B | 1 | Fernando Alonso | 2   | 1   | 5   | 3   | 1   | 7   | 2   | 7   | 2   | 1   | 4   | 3   | 1   | 3   | Ret | 2   | 3   | - | EX* |  |  |
| 2007 | MP4-22 | Mercedes FO 108T V8 | B | 2 | Lewis Hamilton  | 3   | 2   | 2   | 2   | 2   | 1   | 1   | 3   | 3   | 9   | 1   | 5   | 2   | 4   | 1   | Ret | 7   | - | EX* |  |  |

* McLaren foi punida com a perda de todos os pontos no campeonato de construtores por envolvimento no caso de espionagem. A escuderia foi tachada de "a equipe 007 da Fórmula 1". Os pilotos não tiveram seus pontos perdidos.